# Robin Salo
Robin Salo, född 13 oktober 1998 i Esbo, Nyland, Finland, är en finlandssvensk professionell ishockeyspelare som säsongen 2022/2023 spelar för amerikanska New York Islanders i NHL.
Salo har tidigare spelat för Vasa Sport och SaiPa i FM-ligan i Finland och för Örebro HK i svenska SHL.